# Cherokee Nation
La Cherokee Nation  è la più grande tribù Cherokee riconosciuta a livello federale negli Stati Uniti. 
Fondata il 6 settembre del 1839, la Cherokee Nation of Okahoma ha sede principale a Tahlequah; la sua giurisdizione si estende nelle contee di Adair, Cherokee, Craig, Delaware, Mayes, McIntosh, Muskogee, Nowata, Ottawa, Rogers, Sequoyah, Tulsa, Wagoner e Washington.

## Storia
Con l'Indian Nonintercourse Act, che comprende sei statuti approvati dal Congresso nel 1790, 1793, 1796, 1799, 1802 e 1834 per stabilire i confini delle riserve amerinde, vieta la compravendita di terre indiane e decreta l'inalienabilità del titolo aborigeno negli Stati Uniti.
Il titolo di Principal Chief è stato istituito nel 1794, quando il popolo Cherokee iniziò a familiarizzare con una struttura politica più centralizzata. La Nazione Cherokee Orientale (Cherokee Nation-East) si dotò di una costituzione nel 1827, mentre la Nazione Cherokee Occidentale (Cherokee Nation-West) lo fece nel 1833. Entrambe prevedevano la divisione dei poteri nei tre rami di governo: legislativo, esecutivo e giudiziario. Dal 2013 il Principal Chief è Chuck Hoskin Jr., riconfermato nel 2016 per un secondo mandato.
Il Dawes Act del 1887 (dal senatore Henry L. Dawes del Massachusetts), smantellò la struttura politica della Nazione Cherokee decretando l'estinzione del titolo di terra dei Cherokee per favorire il riconoscimento dello stato dell'Oklahoma nel 1907. La costituzione della Nazione Cherokee fu riconosciuta dall'Agenzia degli affari indiani nel 1940.